# Бене Ларио
Бѐне Ла̀рио (на италиански: Bene Lario; на ломбардски: Bèe, Бее) е село и община в Северна Италия, провинция Комо, регион Ломбардия. Разположено е на 377 m надморска височина. Населението на общината е 337 души (към 2017 г.).